# Harmozia
Harmozia (grec: Ἁρμόζεια) és el nom que els antics macedonis van donar a un districte de Carmània. La capital era el port d'Harmuza al sud-est de Carmània. La flota de l'almirall Nearcos hi van amarrar de retorn de l'Índia. Els noms d'Harmuza, Harmozia i del cap d'Harmozon (a l'entrada de Harmuza) derivaren del nom persa Hormuzd o Auramazda (‘bon esperit’) i va donar origen al modern Ormuz, que porta també l'illa davant el port. Aquest districte fou anomenat modernament com Moghistan i com Ibrahim Rud.